# Eclose
Eclose – miejscowość i dawna gmina we Francji, w regionie Owernia-Rodan-Alpy, w departamencie Isère. W 2008 roku liczba ludności wynosiła 730 mieszkańców. 
W dniu 1 stycznia 2016 roku z połączenia dwóch ówczesnych gmin – Eclose oraz Badinières – utworzono nową gminę Eclose-Badinières. Siedzibą gminy została miejscowość Eclose. 